# Musa acuminata
El plátano malayo o plátano rojo (Musa acuminata) es una planta tropical de la familia de las musáceas, uno de los progenitores de la banana o plátano comercial, Musa × paradisiaca. Hoy la inmensa mayoría de las plantaciones existentes desarrolla alguna variedad cultivar obtenida por hibridación de M. acuminata y M. balbisiana, pero en estado silvestre existen aún ejemplares genéticamente puros, y numerosos cultivares proceden sólo de M. acuminata.

## Características
Es una hierba, de gran tamaño; las vainas foliares se desarrollan formando estructuras llamadas pseudotallos, que se asemejan a fustes verticales, aunque no son leñosos. Alcanzan los 7 m de altura. Produce numerosos retoños a partir de rizomas superficiales o subterráneos, que son la principal forma de difusión de los híbridos o variedades triploides; los retoños reemplazan al tallo principal después de florecer y morir éste. Las hojas son lisas, tiernas, oblongas o elípticas, con el ápice trunco, dispuestas en espiral, normalmente glaucas, de color verde, a veces con el envés rojizo o purpúreo. Se despliegan hasta alcanzar 3 m de largo y 60 cm de ancho; el pecíolo tiene hasta 90 cm, y suele ser muy delgado, con el margen erecto, muchas veces con una orla roja.

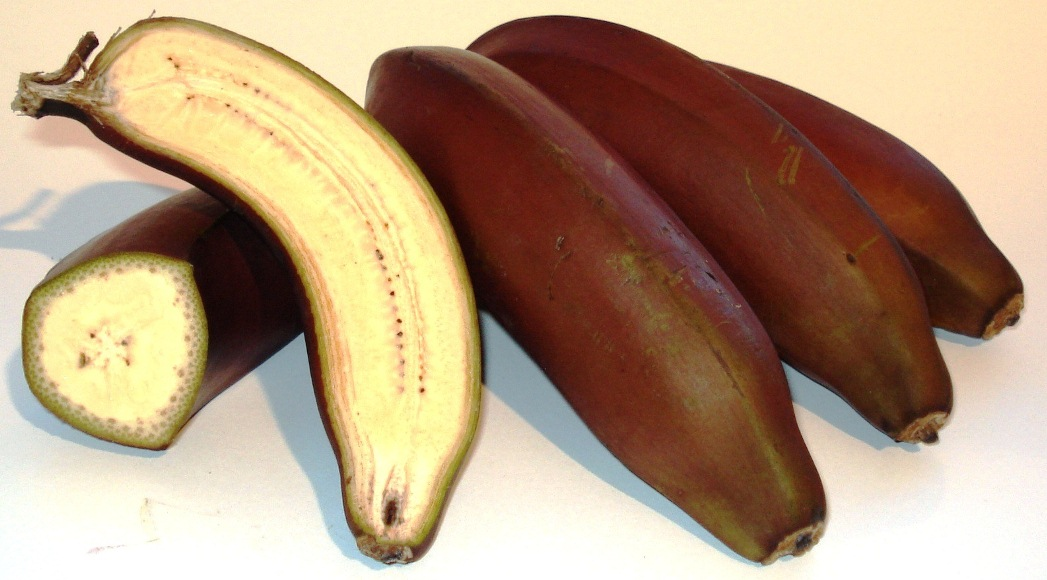
Musa acuminata

Las flores forman inflorescencias subhorizontales o deflectas, con el pedúnculo y el raquis pubescentes, más raramente glabros; toman forma de espigas terminales, protegidas por brácteas de color púrpura, agudas en el ápice, glaucas por el lado exterior. Los floros están arracimados en verticilos dobles a lo largo del tallo floral. Son blancos, tubulares, con el margen dentado, ricos en néctar. Las flores femeninas ocupan las columnas inferiores, hasta 10, con aproximadamente 16 por bráctea; tienen el tépalo compuesto de hasta 4 cm, blanco, amarillento o purpúreo, con los lóbulos claros. El ovario es verde o amarillo pálido, glabro o apenas velloso. Las superiores son masculinas, hermafroditas o neutras; forman capullos ovoides a turbinados, imbricados sólo en la punta, desarrollándose en 20 floros por bráctea con el tépalo compuesto blanco, amarillento o anaranjado, con las pultas amarillas y un apéndice filiforme de hasta 2 mm, los estámenes del largo del perianto y las anteras rosáceas. El ovario de las primeras se desarrolla por partenocarpia. La polinización está a cargo de murciélagos frugívoros, Macroglossus sobrinus, en su hábitat natural.
El fruto es una falsa baya de forma lineal o falcada, de 8 a 13 cm de largo y hasta 3 de diámetro, cubierta por un pericarpo coriáceo verde en el ejemplar inmaduro y amarillo intenso al madurar. La pulpa es blanca, rica en almidón y dulce. Puntos negros que motean la pulpa son el resto de los óvulos no desarrollados. En los raros casos de fertilización de ejemplares diploides las semillas son negras, ovoides o tuberculadas, de hasta 8×3 mm de tamaño.

## Genética
M. acuminata es diploide, con 2n=22. Muchos de los cultivares comerciales son triploides de origen híbrido o puro de M. acuminata. En la clasificación genética de las bananas, cada juego cromosómico procedente de esta especie se indica con una A mayúscula. Así, M. acuminata silvestre es AA, mientras que los triploides que provienen de ella son AAA. Estos incluyen los cultivares 'Cavendish' y 'Gros Michel'. Las variedades hibridadas con M. balbisiana son AB —como 'Ladyfinger'—, AAB o ABB; estas últimas incluyen la mayoría de los llamados plátanos machos, cultivados para su consumo cocido.

## Hábitat y distribución
M. acuminata es nativa de Australasia; crece naturalmente en la región del sudeste asiático, desde la India a la península de Malaca, en Ceilán, Filipinas y parte de Oceanía, incluyendo Australia y Samoa. Se introdujo al África alrededor del siglo IV a. C., desde donde llegaría al Caribe y América llevada por los colonos. Se cultiva en Nueva Guinea, Puerto Rico, República Dominicana, Venezuela, Ecuador, Cuba, Colombia, México, etc.
Requiere suelos bien drenados, fértiles, ligeramente ácidos o neutros. No tolera la sal. Prefiere el sol pleno, aunque soporta la semisombra. Es frágil, por lo que se daña con facilidad en ubicaciones muy ventosas.

## Sinonimia
- M. cavendishii Lamb. ex Paxton
- M. chinensis Sweet
- M. nana Auth. non Lour.
- M. zebrina Van Houtte ex Planch.